# Huffyuv
Huffyuv (o HuffYUV)  è un codec video lossless (senza perdita di dati) creato da Ben Rudiak-Gould che aveva intenzione di rimpiazzare l'YCbCr non compresso come formato di cattura video.
Comunque fu chiamato Huffyuv, non è un Yuv compresso ma YCbCr.
l'algoritmo di Huffyuv è simile a quello JPEG-LS lossless che predice ogni campione e codifica l'errore.
L'implementazione originale fu scritta per Windows e pubblicata sotto licenza GPL.